# St. Madeline
St. Madeline es una localidad de Trinidad y Tobago, que forma parte de la región de Princes Town.

## Toponimia
La localidad también es conocida por el nombre de Ste. Madeleine.

## Geografía
La localidad abarca parte de la isla Trinidad y limita al norte con St. Clements, al sur con Golconda, al este con Usine St. Madeline, Petit Morne y Friendship y al oeste con Corinth.

## Demografía
Datos demográficos de la localidad de St. Madeline:
| Gráfica de evolución demográfica de St. Madeline entre 2000 y 2011 |
|                                                                    |